# Isabel Bonig
Isabel Plácida Bonig Trigueros ([izaˈbɛl ˈpɫasiða boˈnit͡ʃ triˈɣeɾos]) est une femme politique espagnole née le 25 février 1970 à Castellón de la Plana, membre du Parti populaire (PP).
Elle est maire de La Vall d'Uixó entre 2007 et 2011, remportant deux majorités absolues au conseil municipal, une performance inédite pour le PP. En 2011, elle rejoint le gouvernement de la Communauté valencienne comme conseillère à l'Environnement et aux Infrastructures.
Nommée en 2014 coordonnatrice générale du Parti populaire de la Communauté valencienne, elle en est élue présidente en 2015, après le retour du parti dans l'opposition. Elle échoue à reprendre le pouvoir aux élections parlementaires de 2019. Elle se retire de la vie politique deux ans plus tard.

## Études et carrière
Isabel Plácida Bonig Trigueros naît le 25 février 1970 à Castellón de la Plana. Elle est issue d'une famille d'obédience socialiste.
Elle étudie le droit à l'université Jacques-Ier, où elle obtient une licence avec le prix extraordinaire de fin d'études. Elle travaille ensuite comme directrice des ressources humaines de la mairie de La Vall d'Uixó.

## Parcours politique

### Débuts
Isabel Bonig adhère en 1999 aux Nouvelles générations du Parti populaire (NNGG). Entre 2003 et 2007, elle est conseillère politique auprès des conseillers à l'Éducation de la Généralité valencienne, Esteban González Pons et Alejandro Font de Mora (es).

### Maire de La Vall d'Uixó
Pour les élections municipales du 27 mai 2007, Isabel Bonig prend la tête de la liste du Parti populaire (PP) à La Vall d'Uixó. Elle l'emporte avec onze conseillers municipaux sur vingt-et-un, soit l'exacte majorité absolue du conseil municipal. Elle est élue maire le 16 juin suivant avec dix voix seulement, l'une des élues de sa liste étant absente en raison de son accouchement la veille, et succède au socialiste Josep Tur.
En octobre 2008, le président de la Généralité valencienne et du Parti populaire de la Communauté valencienne (PPCV), Francisco Camps, l'intègre au comité exécutif régional du parti comme coordonnatrice, aux côtés notamment de Rita Barberá et de María José Catalá. Candidate à un second mandat municipal, elle l'emporte avec le même nombre de sièges lors des élections municipales du 22 mai 2011, offrant pour la première fois au PP deux majorités absolue consécutives.

### Conseillère de la Généralité valencienne
Le président de la Généralité valencienne Francisco Camps annonce le 21 juin suivant, dans le cadre de la formation de son troisième gouvernement, qu'il nomme Isabel Bonig conseillère aux Infrastructures, au Territoire et à l'Environnement. Entrée en fonction le lendemain, elle est reconduite un mois plus tard, quand Alberto Fabra prend la succession de Camps, contraint à la démission. Le 2 juillet, Óscar Clavell prend sa suite à la mairie de La Vall d'Uixó.
Elle reconnaît six mois après sa prise de fonction que son département ne peut pas terminer « à court terme » la future ligne 2 du métro de Valence si elle n'obtient pas un financement complémentaire de la part de l'État. Elle présente en novembre 2014 le nouveau plan du réseau de métro de Valence, qui passera de cinq à neuf lignes (six de métro et trois de tramway) par une renumérotation des parcours existants à l'occasion de l'ouverture du tronçon vers Riba-roja de Túria. Cette même année 2014, elle écarte la réalisation d'une seconde ligne du TRAM de Castelló, la jugeant « économiquement inviable ».

### Numéro deux du PP régional valencien
Fabra la désigne en juin 2014 coordonnatrice générale du Parti populaire de la Communauté valencienne, reprenant les attributions du secrétaire général, Serafín Castellano à la suite de la perte de 470 000 voix aux élections européennes et en accord avec la maire de Valence Rita Barberá et les trois présidents provinciaux du parti, Alfonso Rus, José Císcar et Javier Moliner (es).
Elle est choisie six mois plus tard par le comité exécutif du PPCV, sur proposition d'Alberto Fabra, comme coordonnatrice de la campagne pour les élections parlementaires et municipales du 24 mai 2015.

### Présidente du PP de la Communauté valencienne

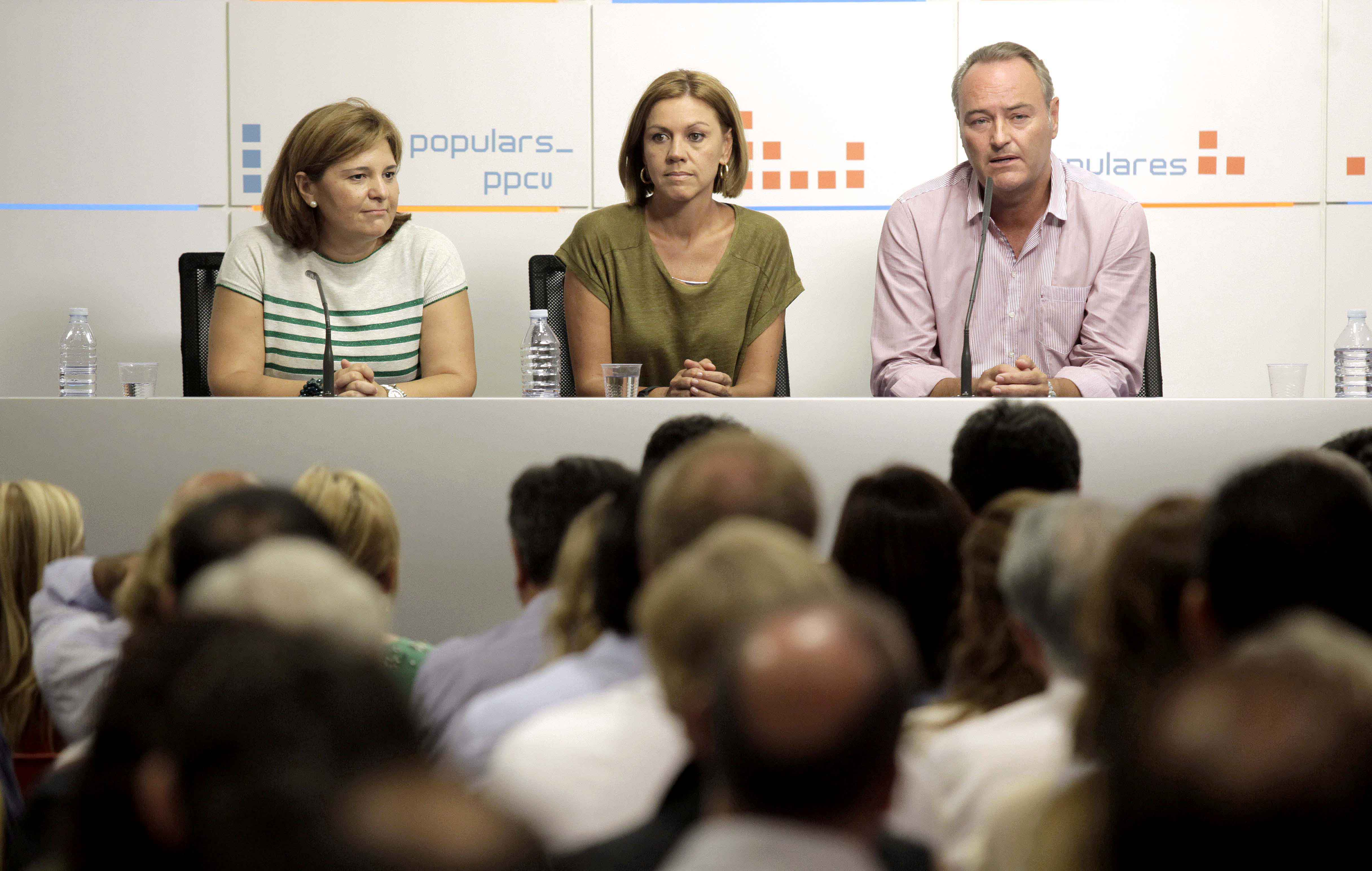
Isabel Bonig est élue présidente du PPCV par les organes de direction le 28 juillet 2015.

À la suite du retour du Parti populaire dans l'opposition en conséquence des élections parlementaires du 24 mai 2015, Alberto Fabra annonce à la fin du mois de juillet son intention de renoncer sans attendre à la présidence du PPCV. Lors d'une réunion conjointe du comité exécutif et du comité directeur le 28 juillet, en présence de la secrétaire générale nationale María Dolores de Cospedal, Isabel Bonig est désignée présidente du PPCV et porte-parole du groupe au Parlement valencien. En raison de son caractère affirmé et de ses convictions assumées de droite, elle reçoit le surnom de « la Dame de fer »,.
En septembre 2016, elle joint son groupe parlementaire aux autres pour voter une résolution réclamant que l'ancienne maire de Valence Rita Barberá renonce à son mandat de sénatrice, après l'ouverture d'une information judiciaire pour blanchiment de capitaux. Après avoir recueilli plus de 7 000 parrainages militants, elle est réélue présidente du PPCV le 1er avril 2017 par les délégués au congrès, remportant 94 % des suffrages exprimés.
Elle est proclamée en janvier 2019 candidate à la présidence de la Généralité valencienne aux élections parlementaires du 28 avril 2019 suivant. Le scrutin est remporté à la majorité relative par le Parti socialiste du président sortant Ximo Puig, tandis que le Parti populaire perd onze députés et remporte 19 députés, soit seulement un de plus que Ciudadanos.

## Retrait de la vie politique
Alors que le parti bruit de rumeurs faisant du président de la députation provinciale d'Alicante, Carlos Mazón, le favori de la direction nationale pour la présidence du PPCV, Isabel Bonig annonce le 3 mai 2021 qu'elle ne sera pas de nouveau candidate à la présidence de la fédération valencienne du Parti populaire. Elle s'exprime trois jours plus tard devant le plénum du Parlement valencien pour prononcer un discours d'adieu, qu'elle achève en s'excusant d'avoir soutenu la réprobation de Rita Barberá, recevant ensuite une ovation debout de l'ensemble des groupes parlementaires.
Elle renonce quatre jours plus tard à son mandat de parlementaire, qui échoit à Verónica Marcos (ca) tandis que ses fonctions de porte-parole sont confiées jusqu'à la fin de la session à Eva Ortiz. Carlos Mazón lui succède effectivement le 3 juillet suivant avec plus de 99 % des voix.